# Cortinarius subferrugineus
Cortinarius subferrugineus (August Batsch, 1789 ex Elias Magnus Fries, 1838) a încrengăturii Basidiomycota, din familia Cortinariaceae și de genul Cortinarius, este o ciupercă necomestibilă devenită foarte rară care coabitează, fiind un simbiont micoriza (formează micorize pe rădăcinile arborilor). Un nume popular nu este cunoscut. În România, Basarabia și Bucovina de Nord trăiește de la câmpie la munte în grupuri mai mici în păduri de conifere și în cele mixte sub molizi. Timpul apariției este din (iulie) august până în noiembrie.

## Taxonomie

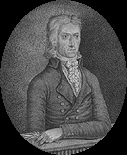
August Batsch

Numele binomial a fost determinat drept Agaricus subferrugineus de botanistul german August Batsch  în volumul 2 al trilogiei sale Elenchus Fungorum latine et germanice din 1789.
Apoi, în 1838, renumitul savant suedez Elias Magnus Fries a transferat specia la genul Cortinarius sub păstrarea epitetului, de verificat în in cartea sa Epicrisis systematis mycologici, seu synopsis hymenomycetum, fiind și numele curent valabil (2022).
Sinonime obligatorii sunt Hydrocybe subferruginea a botanistului german Friedrich Otto Wünsche din 1877,  precum Gomphos subferrugineus a compatriotului său Otto Kuntze din 1891, bazând pe descrierea lui Batsch. Alți taxoni nu sunt cunoscuți.
Epitetul este derivat din cuvintele latine (latină sub=cam, destul de, (în) jos, sub, printre, mai dedesubt etc.), și (latină ferruginosus, -a, um=ruginiu),  datorită aspectului cuticulei dacă nu domină ariditatea.

## Descriere

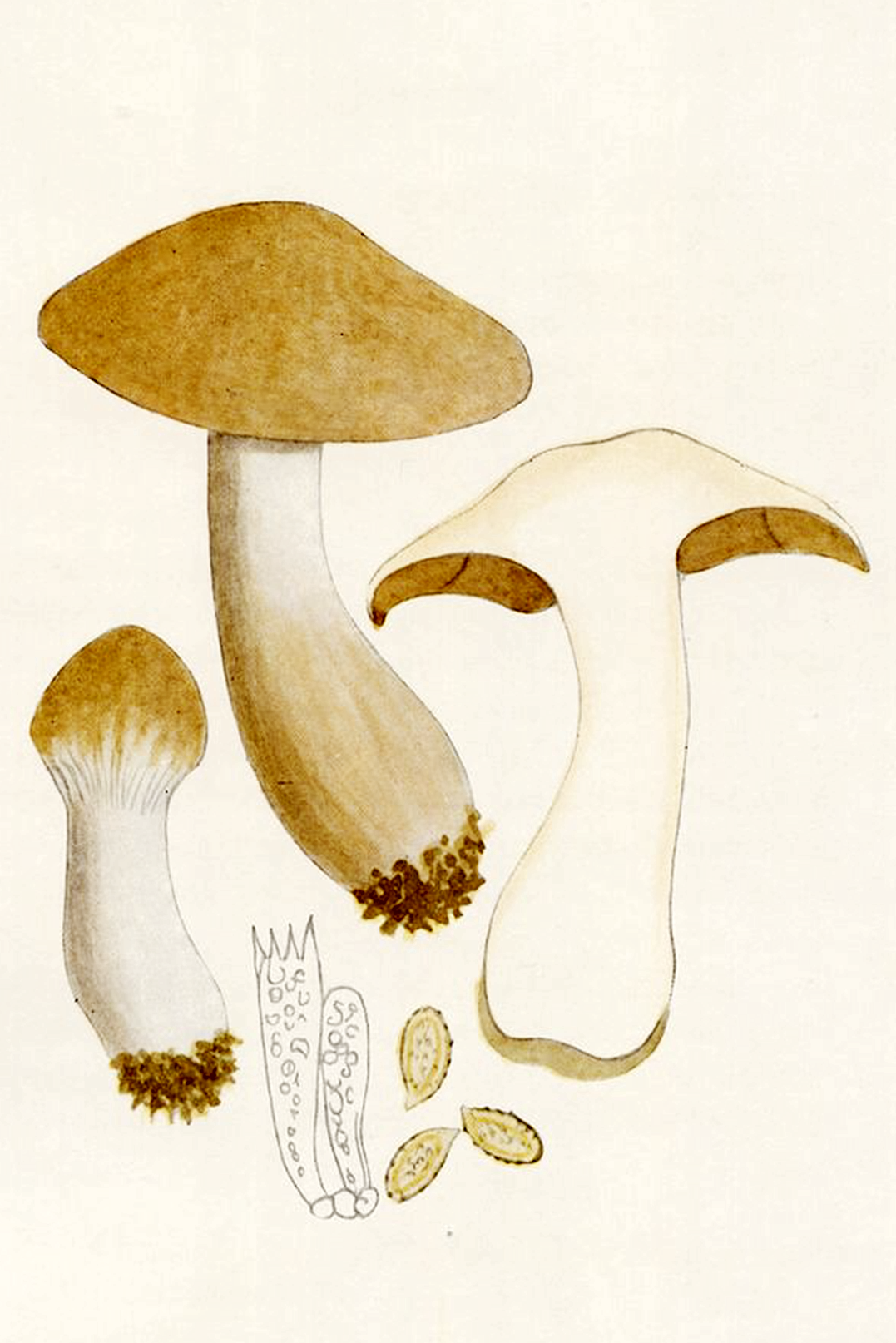
Bres. - C. subferrugineus

- Pălăria: cărnoasă, cu un diametru între 4 și 10 (12) cm, este la început boltită emisferic cu marginea răsucită înspre interior, înzestrată cu resturi albicioase ale vălului parțial, devine apoi convexă și în sfârșit plată uneori cu o cocoașă tocită și nesemnificativă în centru, atunci cu marginea subțire, ascuțită și curbată. Cuticula netedă, puțin fin radială, este uscată și higrofană (estompează). Coloritul variază între ocru-maroniu, brun de scorțișoară și brun murdar, decolorându-se, datorită higrofanității, albicios ocru până palid ocru la ariditate.
- Lamelele: sunt subțiri, distanțate, bifurcate, cu multe lameluțe intercalate inegale precum aderate ușor bombat la picior, fiind acoperite la început de o cortină repede trecătoare radială albă, fragment al vălului parțial. Muchiile inițial netede devin la bătrânețe crestat-flocoase. Coloritul, în tinerețe ocru până palid maroniu, devine apoi ruginiu până brun de scorțișoară.
- Piciorul: destul de moale și spongios de 5-10 cm lungime și de 1 -2 cm lățime este cilindric, dar spre bază îngroșat, aproape bulbos. Coaja groasă este pe dinafară uscată, la început slab lânoasă și lucioasă, apoi glabră, cu un coloritul alb până albicios murdar care devine cu avansarea în vârstă din ce în ce mai brun, începând la bază. Nu prezintă un inel.
- Carnea: este compactă, albă, în vârful piciorului uneori violacee iar la bază ocazional cu nuanțe brun-roșcate. Nu se decolorează după tăiere. Mirosul inițial imperceptibil devine cu timpul neplăcut și gustul este blând dar ceva mucegăit.[3][4]
- Caracteristici microscopice: are spori de un colorit ocru-gălbui, lat alungiți până amigdaloizi, punctați cu veruce negre, măsurând 8-10 x 5-6 microni. Pulberea lor este brun de scorțișoară. Basidiile cu un conținut galben sunt clavate, poartă 4 sterigme fiecare și măsoară 28-32 x 7-8 microni, cleme bazale fiind prezente. Cistidele (elemente sterile situate în stratul himenal sau printre celulele din pielița pălăriei și a piciorului, probabil cu rol de excreție) în formă de măciucă sunt ceva mai subțiri și scurte.[11][12]
- Reacții chimice: nu sunt cunoscute.[13]

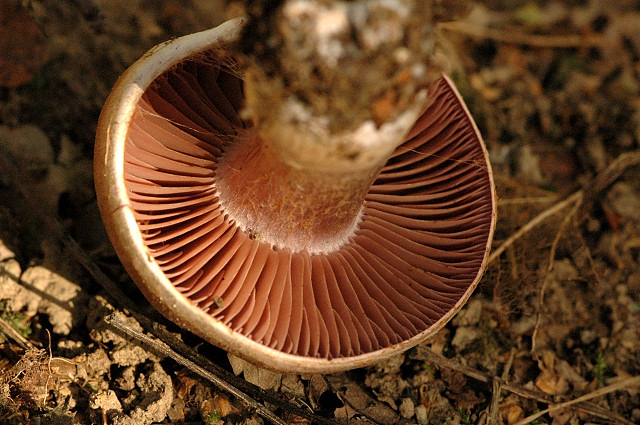
C. subferrugineus, lamele și picior

## Confuzii
Specia poate fi confundată de exemplu cu: Cortinarius armillatus (comestibil), Cortinarius bivelus (necomestibil), Cortinarius bovinus (necomestibil), Cortinarius brunneus (otrăvitor), Cortinarius callisteus (otrăvitor), Cortinarius cotoneus (otrăvitor), Cortinarius crassus (comestibil), Cortinarius croceofolius (otrăvitor), Cortinarius illuminus (necomestibil), Cortinarius limonius (posibil letal), Cortinarius paragaudis (necomestibil) + imagini, Cortinarius pholideus (necomestibil), Cortinarius percomis (comestibil), Cortinarius rubellus (mortal), Cortinarius triumphans sin. Cortinarius crocolitus (comestibil), Cortinarius trivialis (necomestibil), Cortinarius venetus (otrăvitor) sau Cortinarius vibratilis (comestibil, lamele alb-gălbuie la început, apoi maroniu-roșcate și picior alb, inițial acoperit de un văl lipicios).

## Specii asemănătoare în imagini

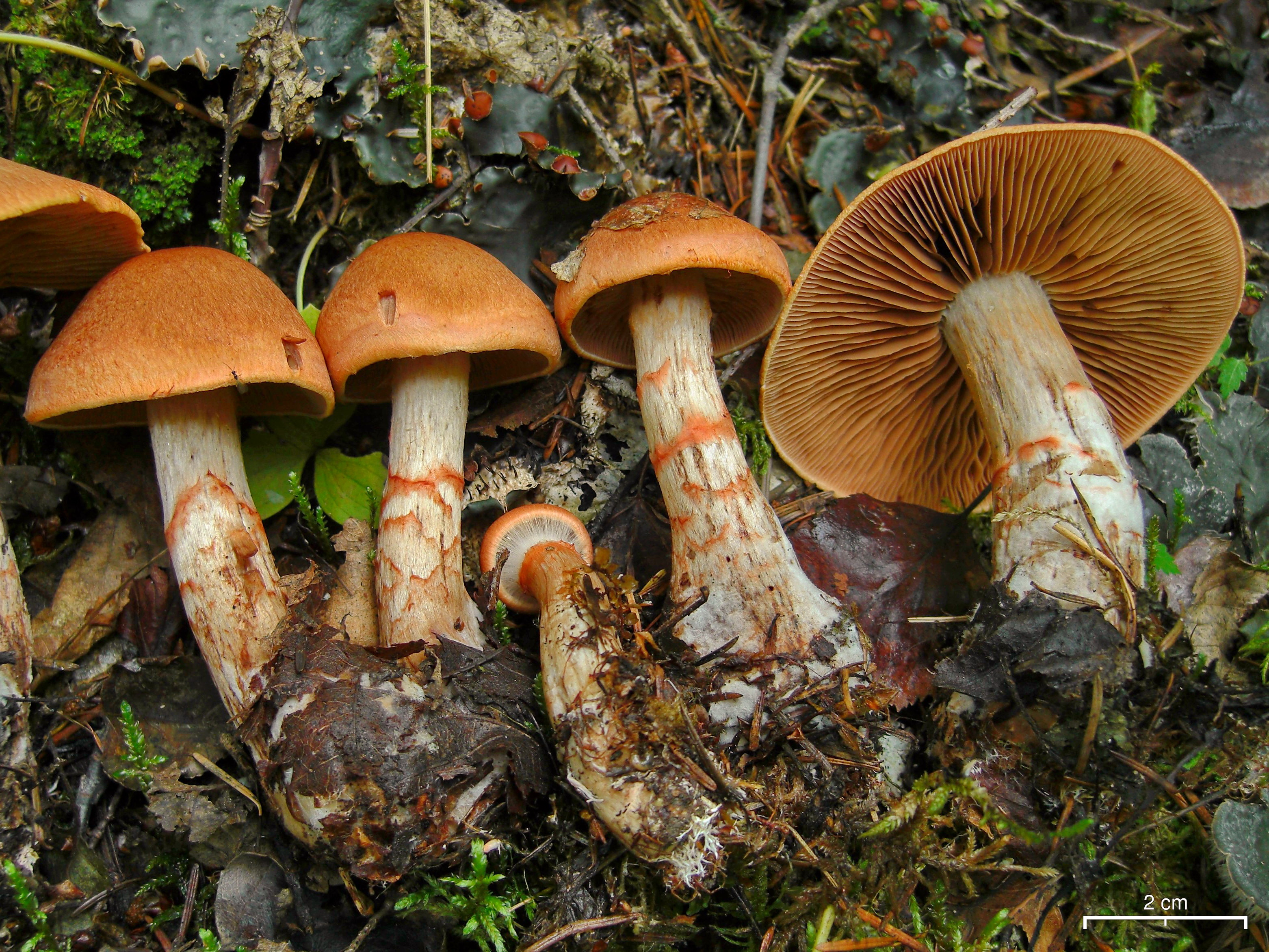
Cortinarius armillatus
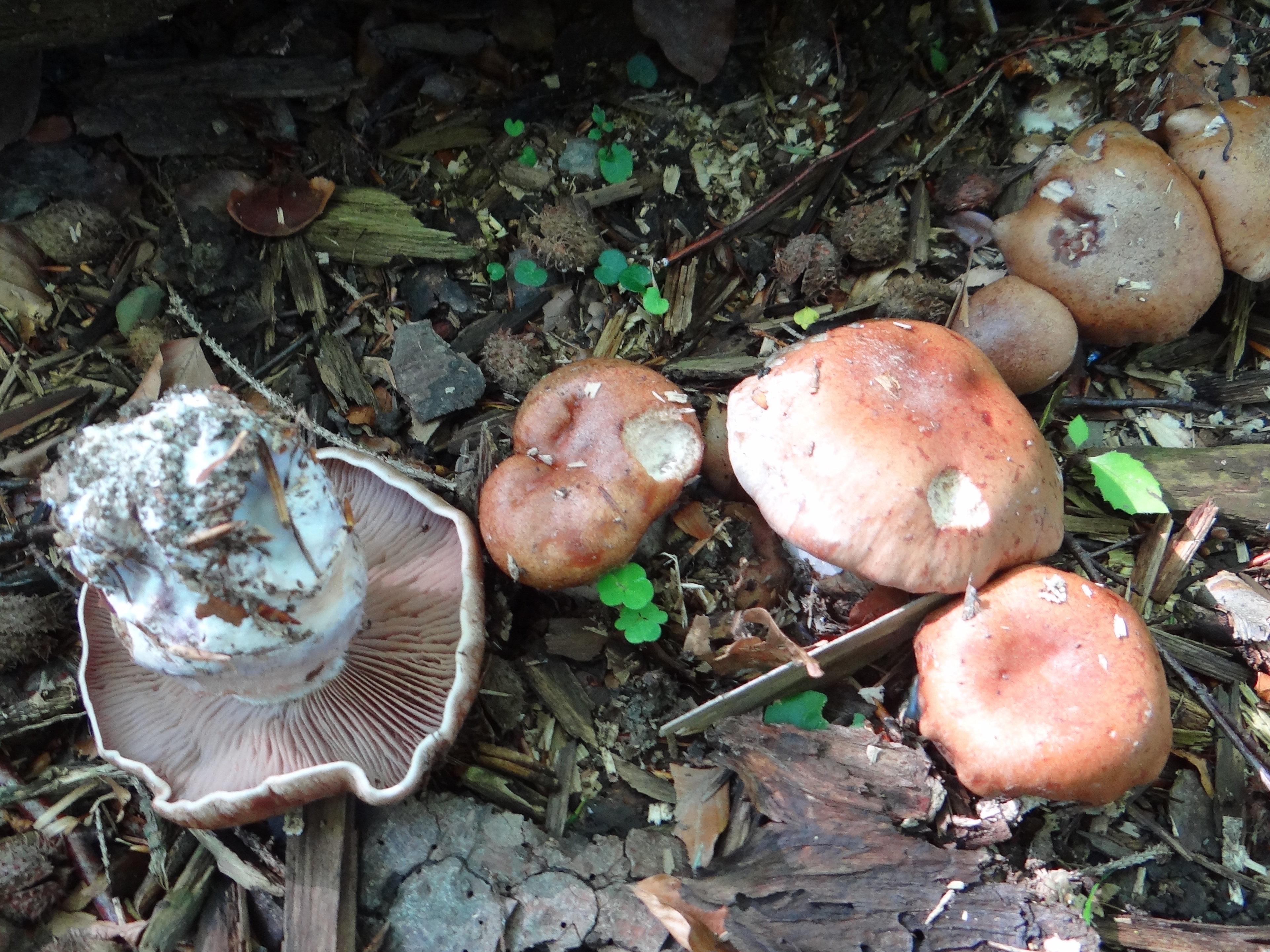
!Cortinarius bivelus !
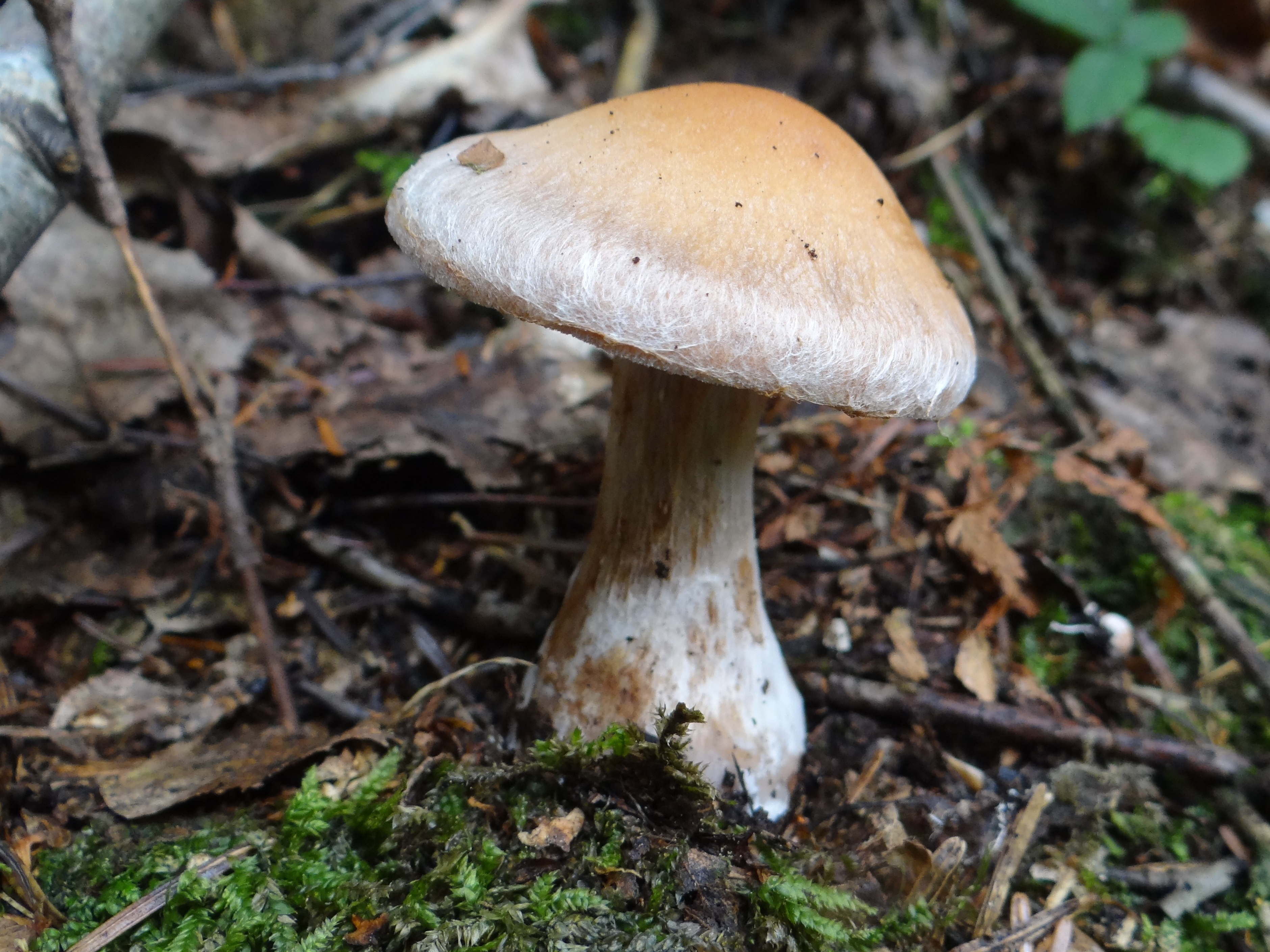
!Cortinarius bovinus!
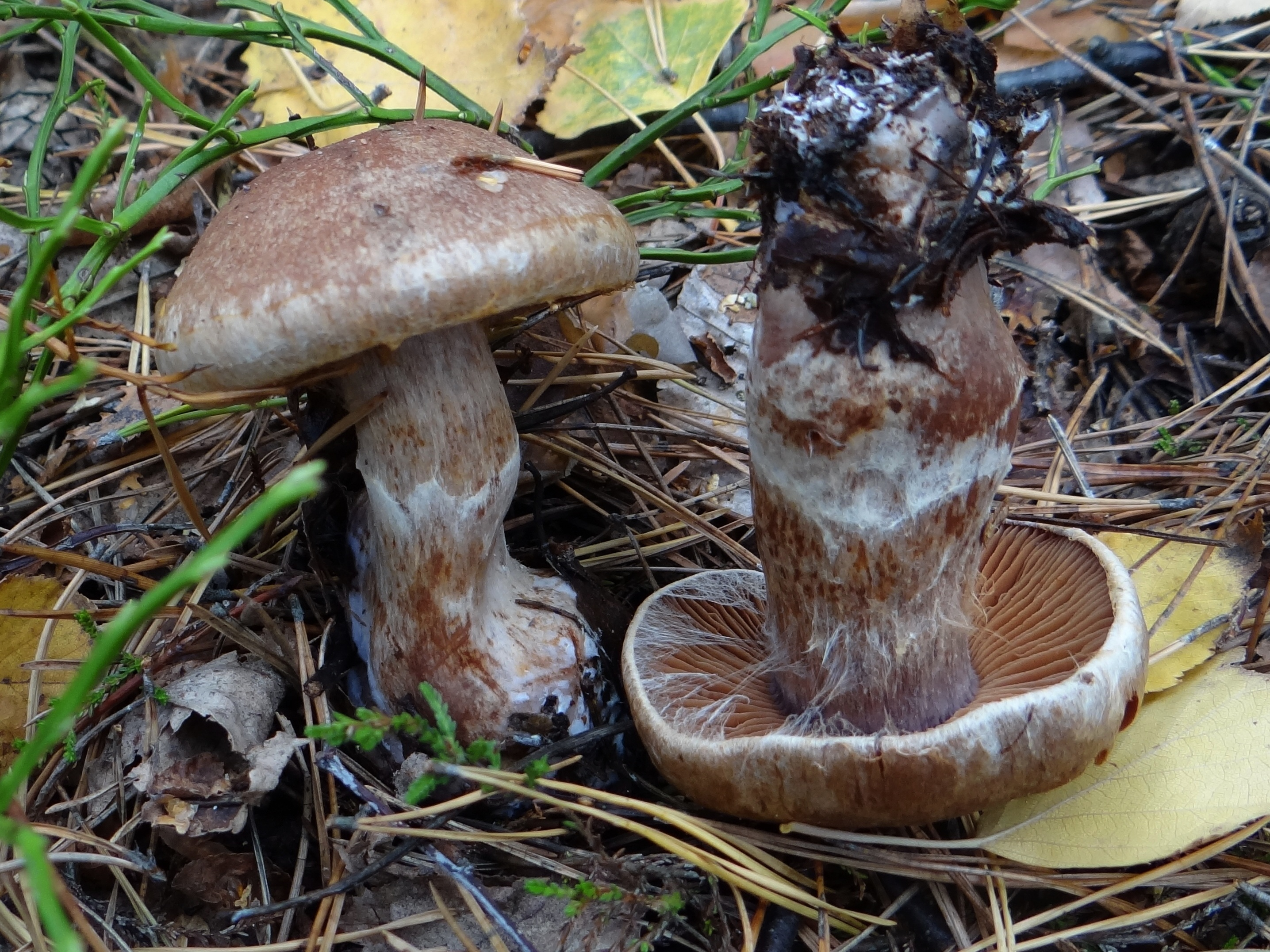
!!Cortinarius brunneus!!
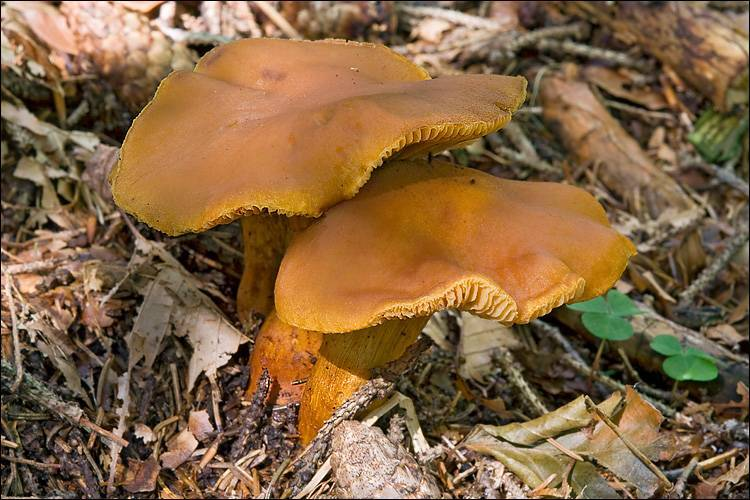
!!Cortinarius callisteus!!
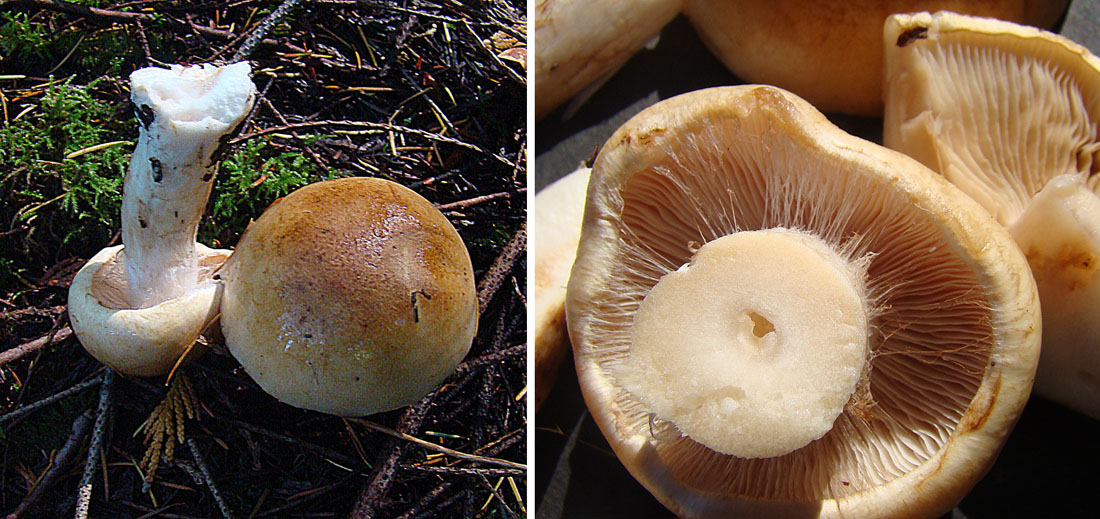
Cortinarius crassus

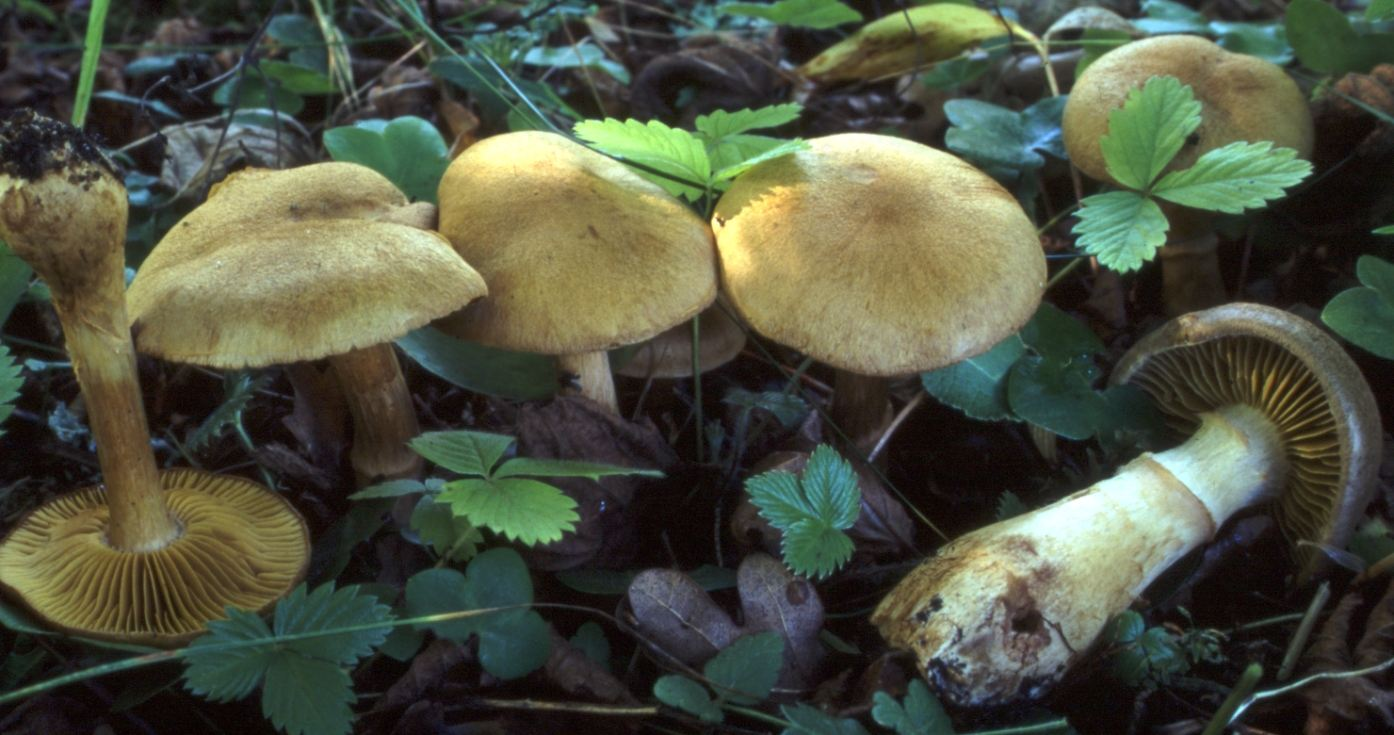
!!Cortinarius cotoneus!!
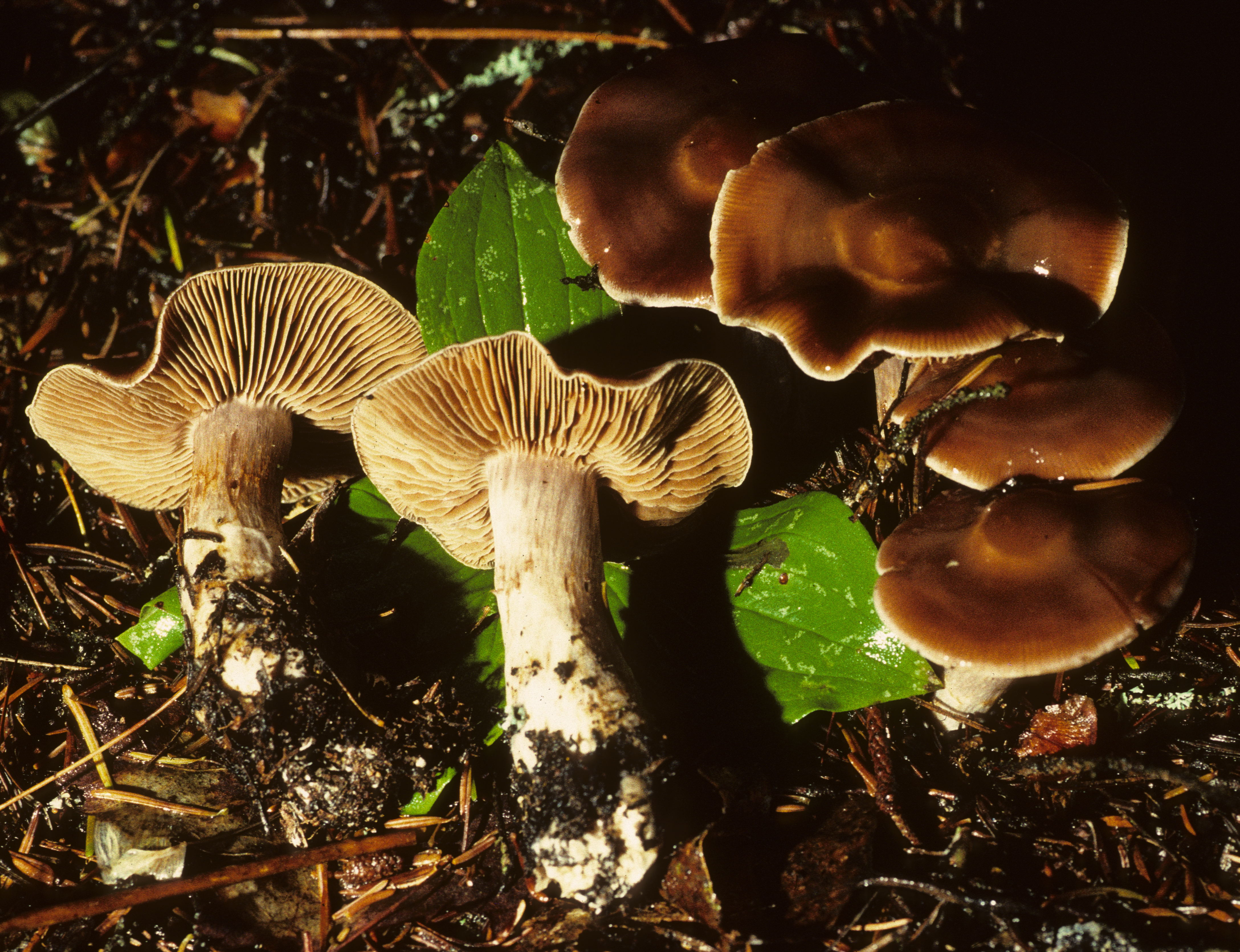
!Cortinarius illuminus!
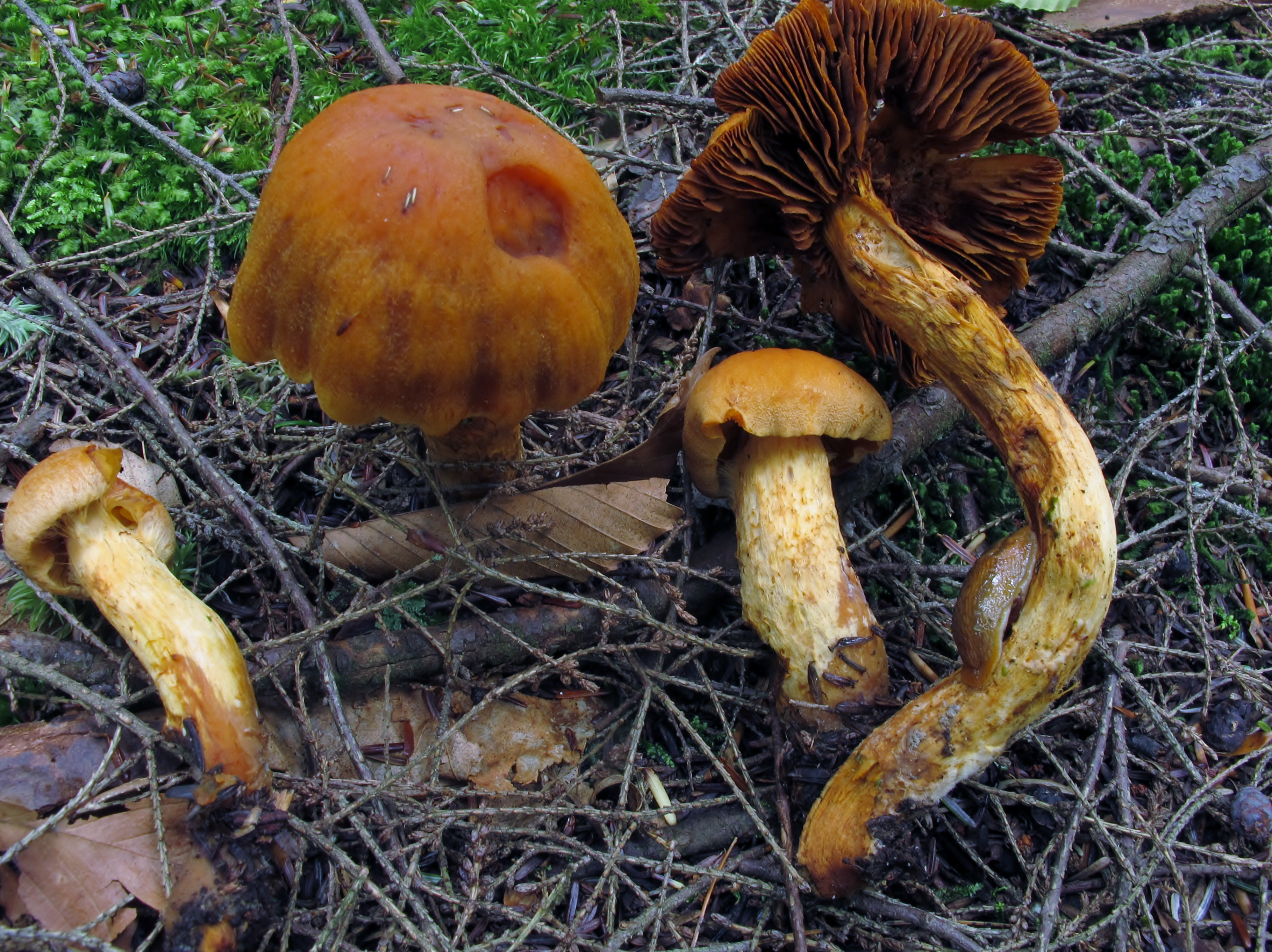
!!!Cortinarius limonius!!!
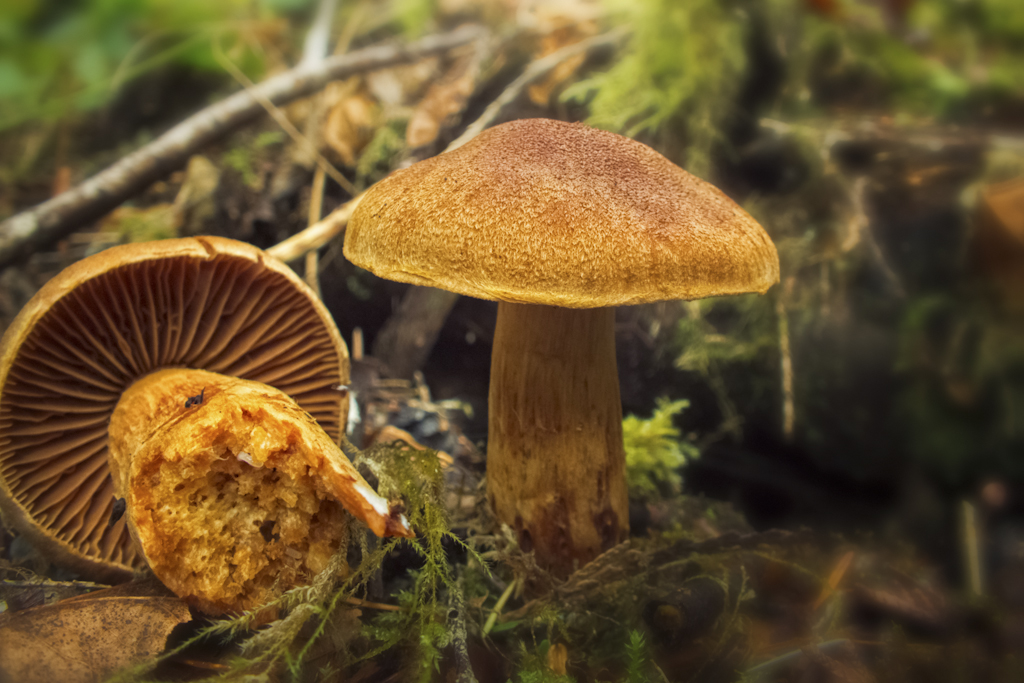
!!Cortinarius croceofolius!!
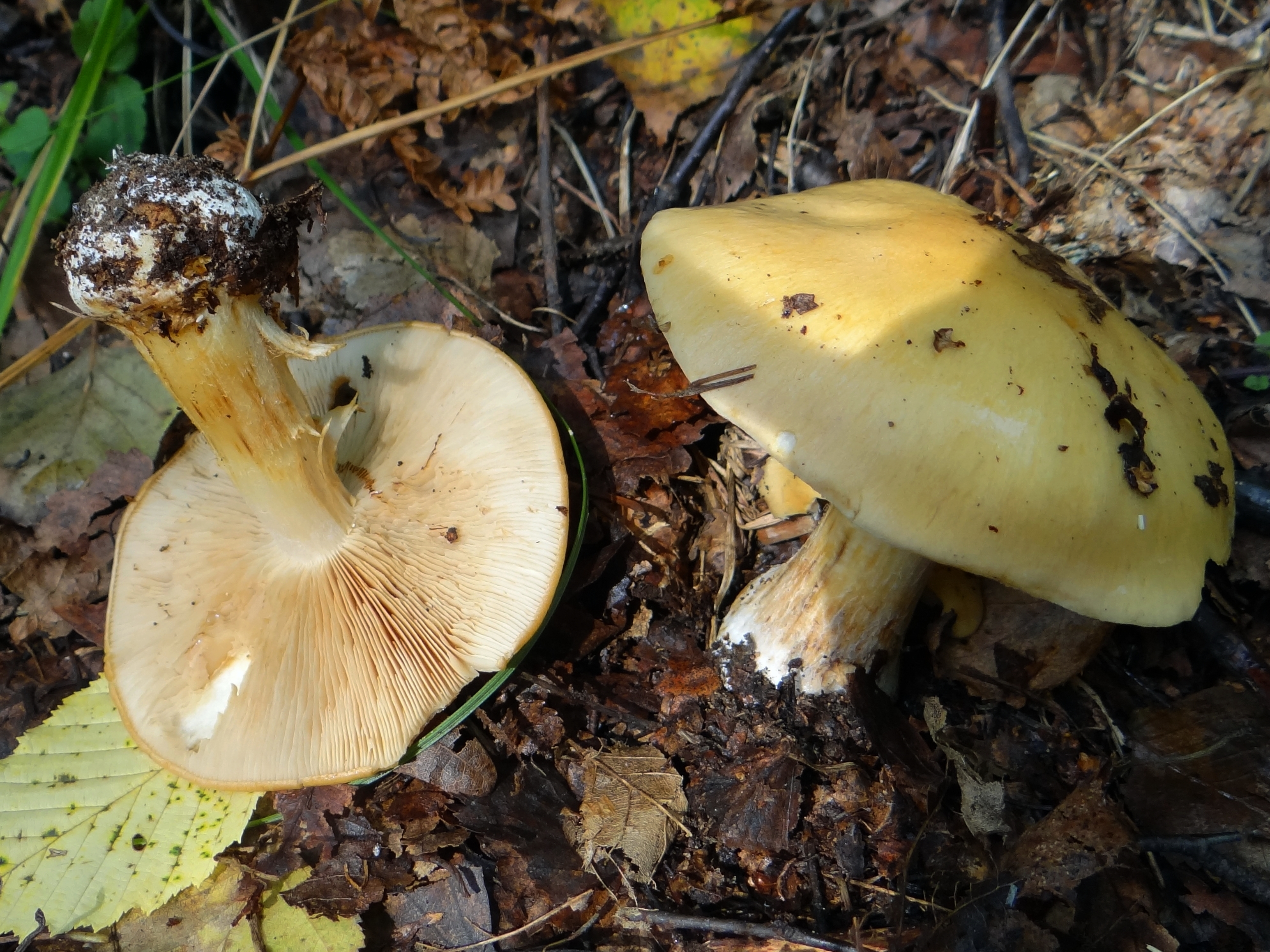
Cortinarius percomis
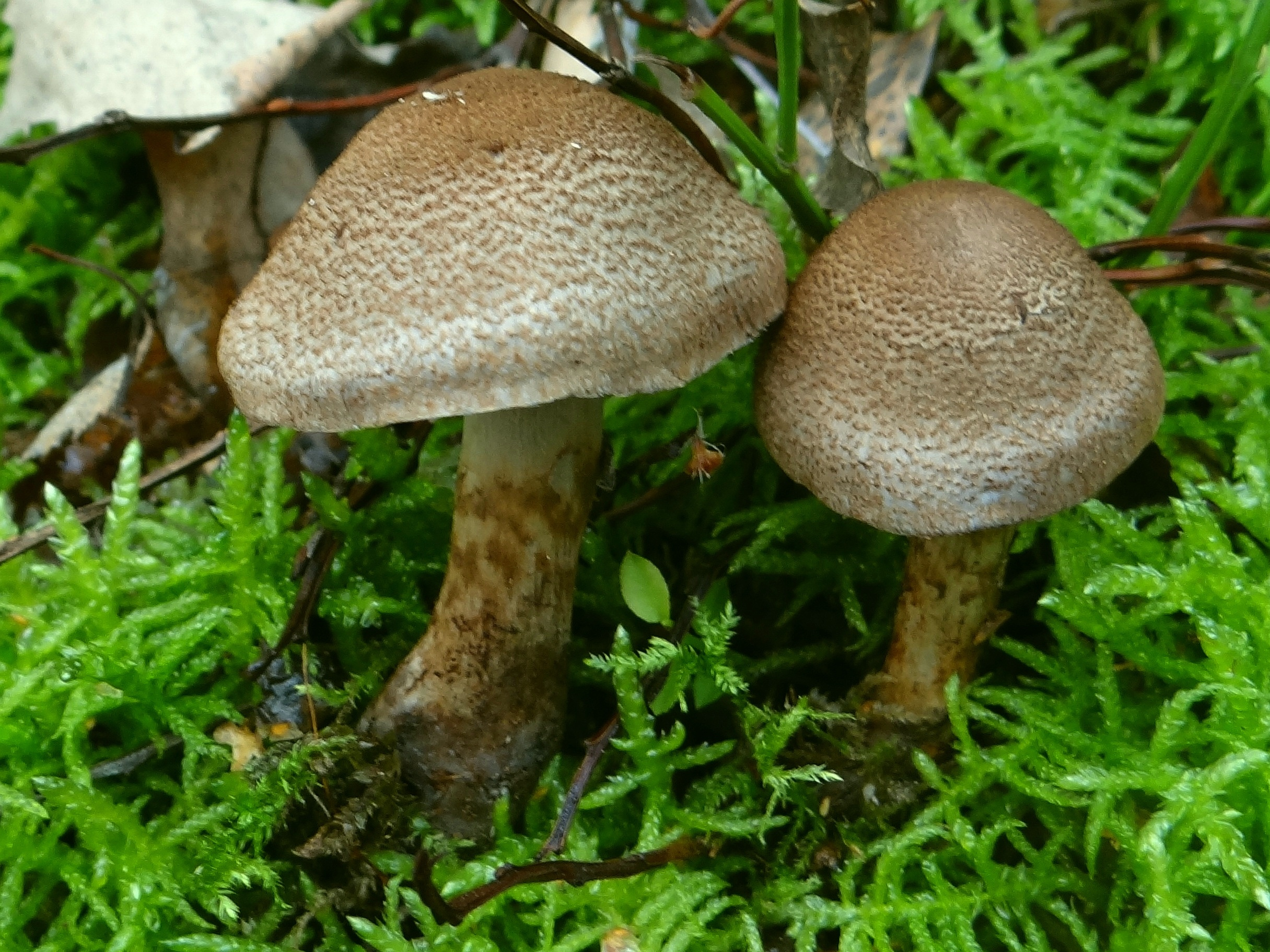
!Cortinarius pholideus!

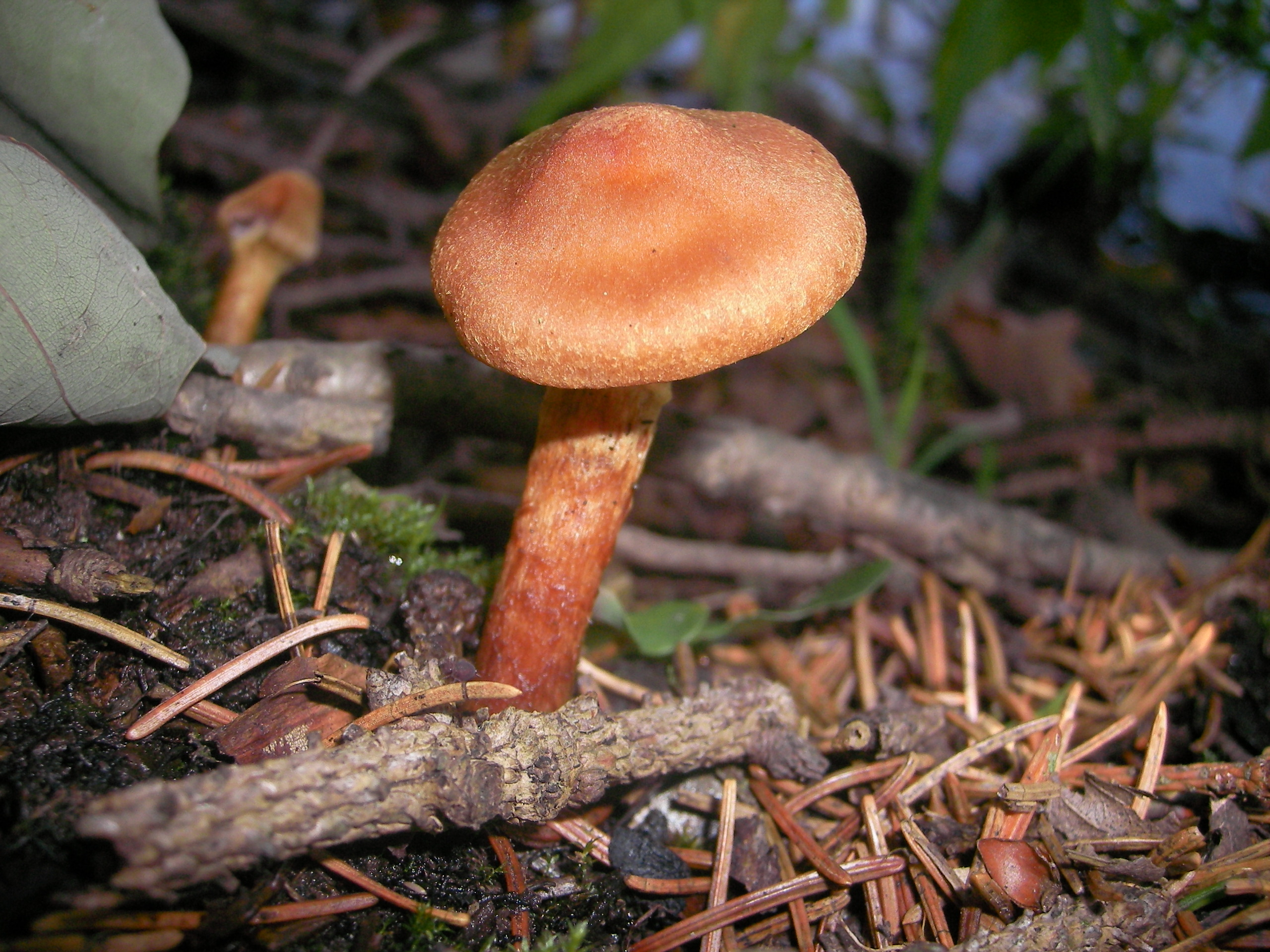
!!!Cortinarius rubellus!!!
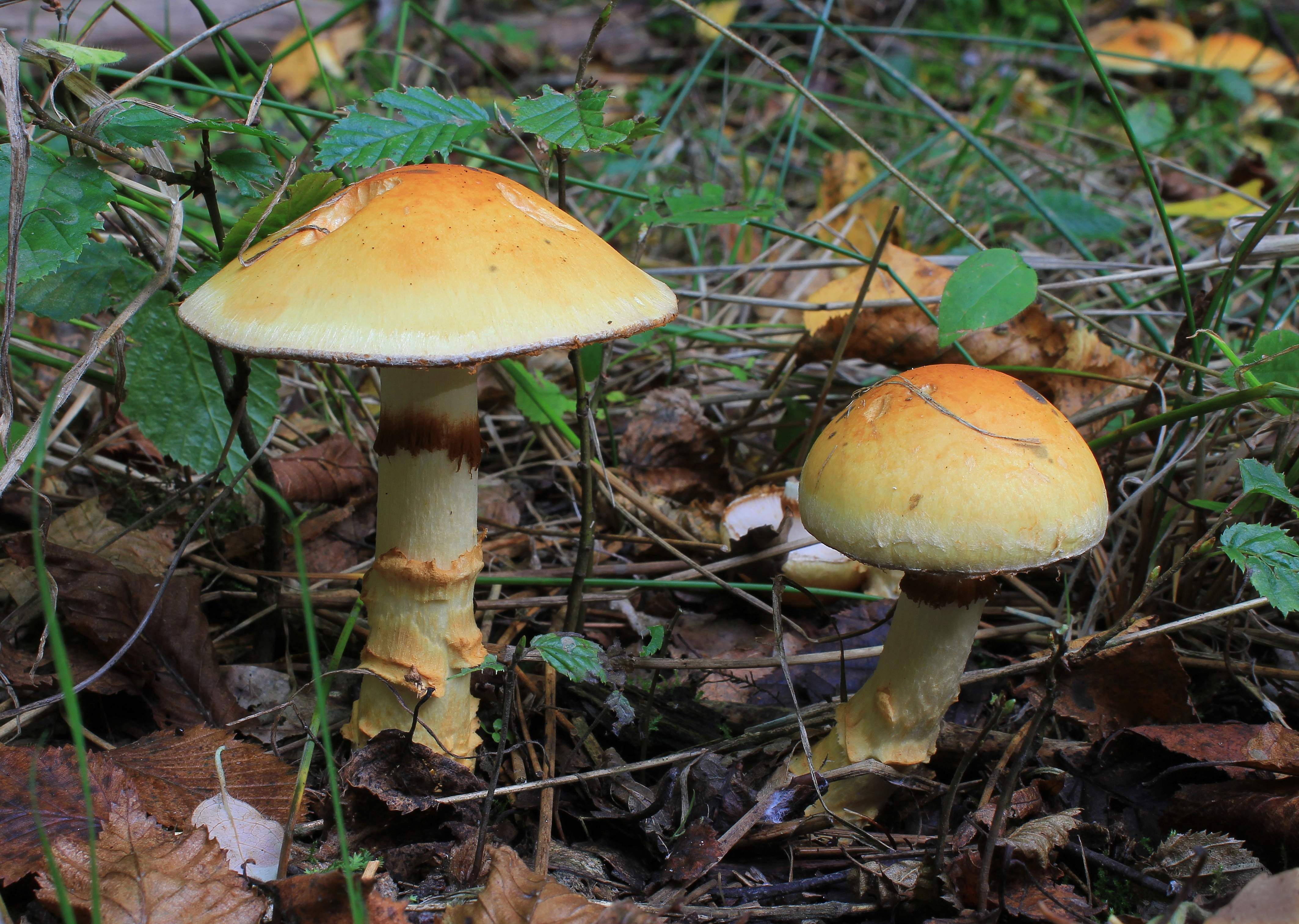
Cortinarius triumphans
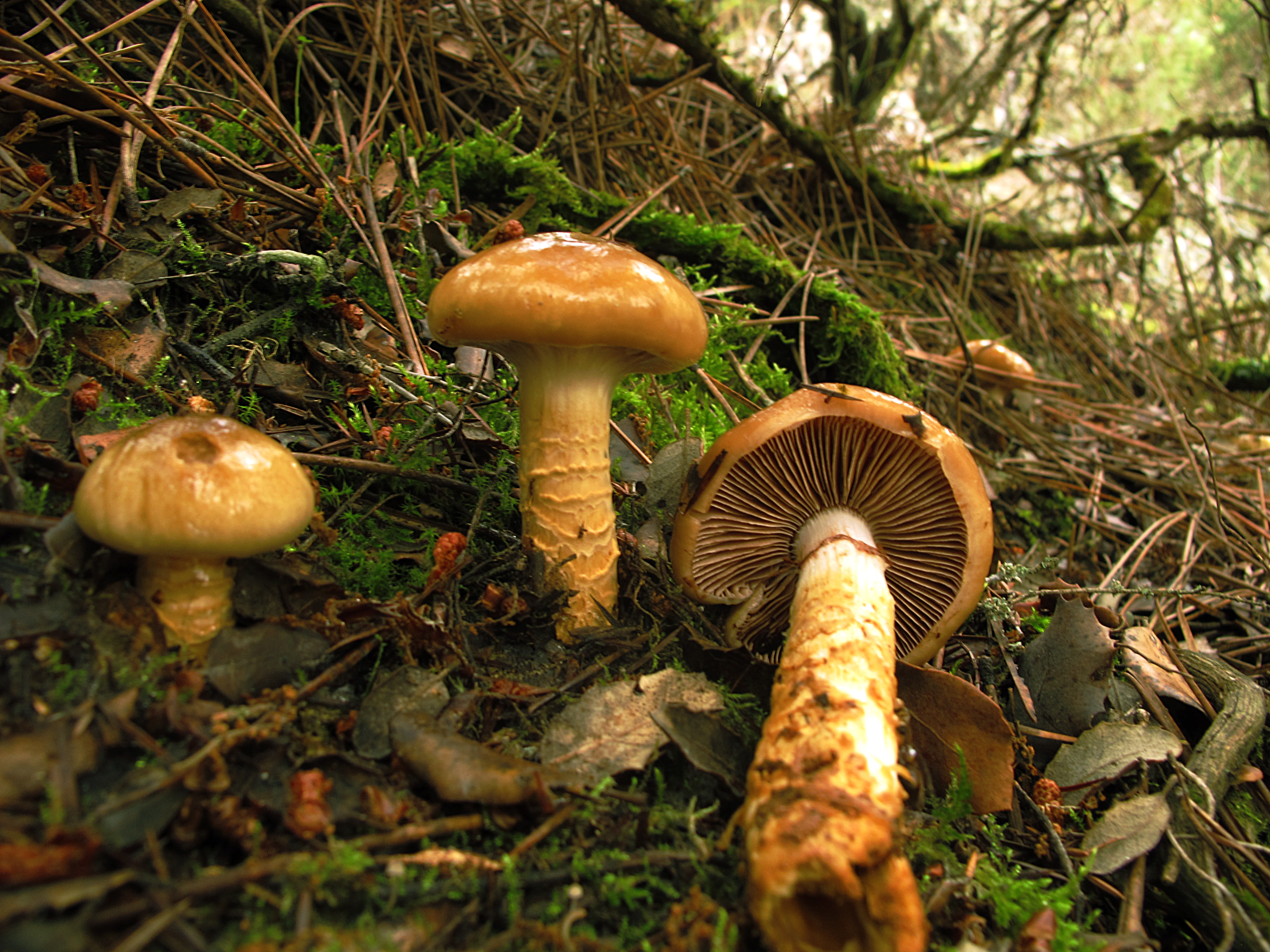
!Cortinarius trivialis!
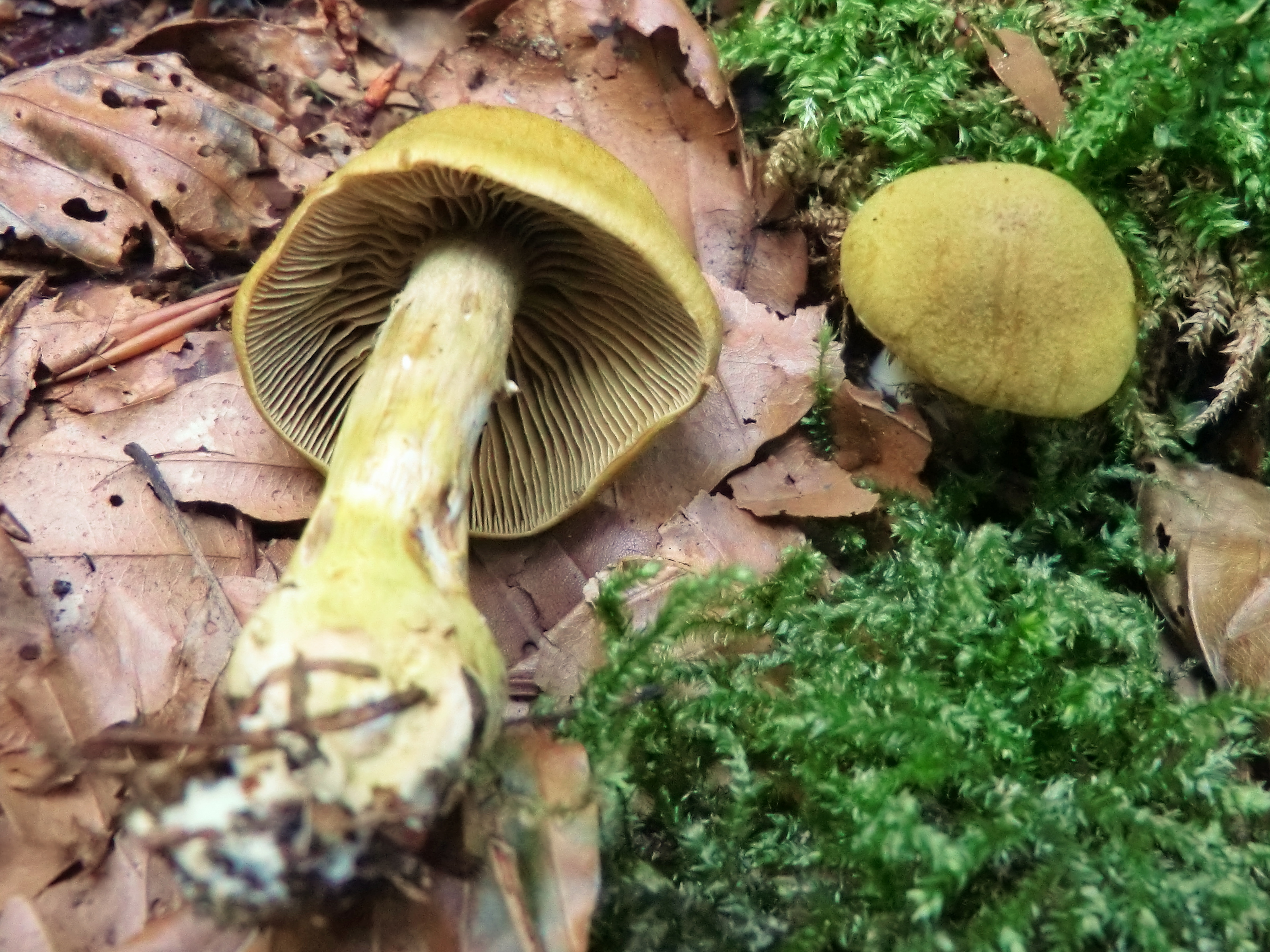
!!Cortinarius venetus!!
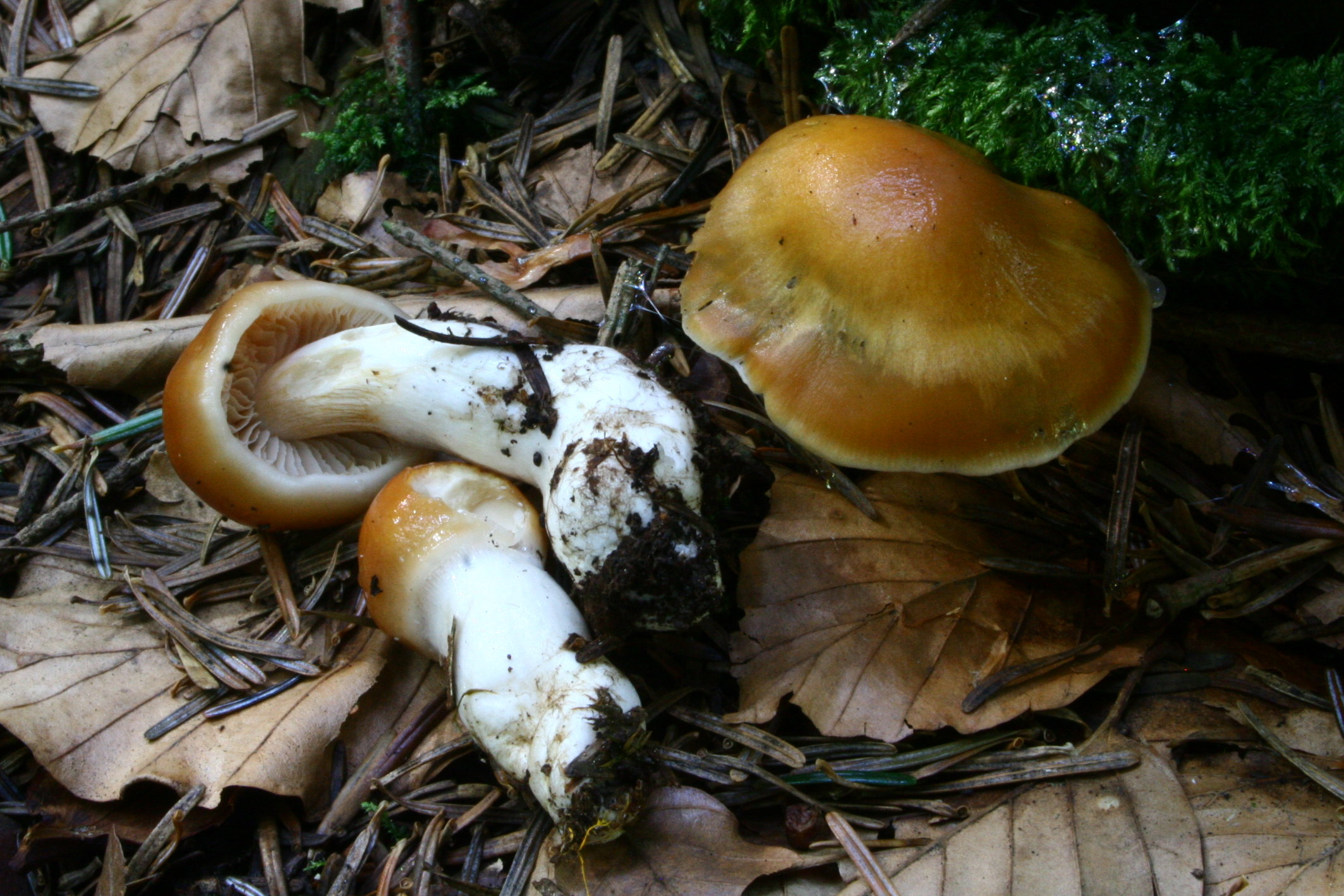
!Cortinarius vibratilis!

## Valorificare
Cortinarius subferrugineus este declarat în cărțile micologice necomestibil din cauza calității inferioare a cărnii și al pericolului de a fi confundat cu specii letale.